# Трассировка стека
Трассировка стека (от англ. stack trace) — это отчёт о действующих кадрах стека в определённый момент времени во время выполнения программы. Когда программа запускается, память обычно динамически выделяется в двух местах: на стеке и в куче . Память постоянно выделяется на стеке, но не обязательно в куче. Каждый раз, когда функция вызывается в программе, блок памяти выделяется поверх исполняющегося кадра стека. На высоком уровне кадр выделяется, чтобы содержать параметры функции и локальные переменные, объявленные в ней.
Программисты обычно используют трассировку стека во время интерактивной, а также посмертной отладки. Конечные пользователи могут увидеть трассировку стека как часть сообщения об ошибке, о которой они могут затем сообщить программисту.
Трассировка стека позволяет отслеживать последовательность вызванных функций - до точки, в которой трассировка стека была создана. В посмертном сценарии это распространяется на функцию, в которой произошел сбой (что не обязательно там же где он был создан).
В качестве примера, следующая программа Python содержит ошибку:
```
def
 
a
():

    
i
 
=
 
0

    
j
 
=
 
b
(
i
)

    
return
 
j

def
 
b
(
z
):

    
k
 
=
 
5

    
if
 
z
 
==
 
0
:

        
c
()

    
return
 
k
 
+
 
z

def
 
c
():

    
error
()

a
()

```

При запуске программы в стандартном интерпретаторе Python появляется следующее сообщение об ошибке:
```
Traceback (most recent call last):

  File 
"tb.py"
, line 
15
, in 
<module>

    
a
()

  File 
"tb.py"
, line 
3
, in 
a

    
j
 
=
 
b
(
i
)

  File 
"tb.py"
, line 
9
, in 
b

    
c
()

  File 
"tb.py"
, line 
13
, in 
c

    
error
()

NameError
: 
name 'error' is not defined

```

Трассировка стека показывает, что ошибка возникла в функции c . Она также показывает, что функция c была вызвана функцией b, которая была вызвана функцией a, а та, в свою очередь, была вызвана кодом на 15-й строчке кода программы. Стековые кадры каждой из этих трёх функций были бы расположены в стеке таким образом, что функция a занимала нижнюю часть стека, а функция c - верхнюю.

## Языковая поддержка
Многие языки программирования, включая Java и C#, имеют встроенную поддержку для получения текущей трассировки стека с помощью системных вызовов. C++ не имеет встроенной поддержки для этого, но пользователи C++ могут извлекать трассировки стека с помощью (например) библиотеки stacktrace. В языке JavaScript исключения имеют свойство stack которое содержит трассировку стека в том месте, где они произошли.